# Parochie Heiligen Petrus en Paulus
De parochie van de Heiligen Petrus en Paulus van Leiden en ommelanden is een rooms-katholieke parochie in de Nederlandse plaatsen Leiden, Leiderdorp, Zoeterwoude en Stompwijk. Zij is op 1 oktober 2012 ontstaan door de fusie van alle acht parochies in deze plaatsen. De naam verwijst naar de kapel van de Graven van Holland die in in 1121 werd gewijd aan de heiligen Petrus en Paulus. 

## Kerkgebouwen
De parochie omvat de volgende acht kerken:
In Leiden:
- Heilige Lodewijkkerk
- Heilige Maria Middelareskerk
- Onze-Lieve-Vrouw-Hemelvaart en Sint Josephkerk
- Onze Lieve Vrouw Onbevlekt Ontvangen (Hartebrugkerk)
- Sint Petruskerk

In Zoeterwoude:
- Goede Herderkerk (Meerburgkerk)
- Sint-Jan Onthoofdingkerk

In Stompwijk (gemeente Leidschendam-Voorburg):
- Heilige Laurentius

Kerkgebouwen van de parochie die eerder aan de eredienst zijn onttrokken betreffen de Sint Leonarduskerk en de Antonius van Paduakerk in Leiden, de Menswordingkerk in Leiderdorp en de Christus Dienaarkerk in Zoeterwoude. De Antonius van Paduakerk en de Maria Middelareskerk vormden samen de parochiekern LAM Gods. De andere kerken zijn afzonderlijke parochiekernen binnen de parochie.

## Diaconie
De parochie organiseert diaconale activiteiten via het Diaconaal Centrum De Bakkerij, samen met de Protestantse gemeente Leiden. Daarnaast vindt ondersteuning plaats via de Inter-Parochiële Caritas Instelling.

## RKJ Leiden
Sinds de jaren 70 bestaat binnen de parochie een Rooms-Katholieke Jongerengroep (RKJ Leiden) die wekelijkse bijeenkomsten houdt. Verder heeft de parochie een tienergroep.

## Nieuwe bewegingen
Vanuit de Gemeenschap Emmanuel worden er in Leiden worden zogenaamde “huiskringen” gehouden en bestaat er een studentenhuis in Leiden voor vrouwelijke studenten. Gemeenschap en Bevrijding houdt wekelijkse bijeenkomsten in Leiden. Het Opus Dei houdt bezinningsavonden in Leiden.

## Fotogalerij

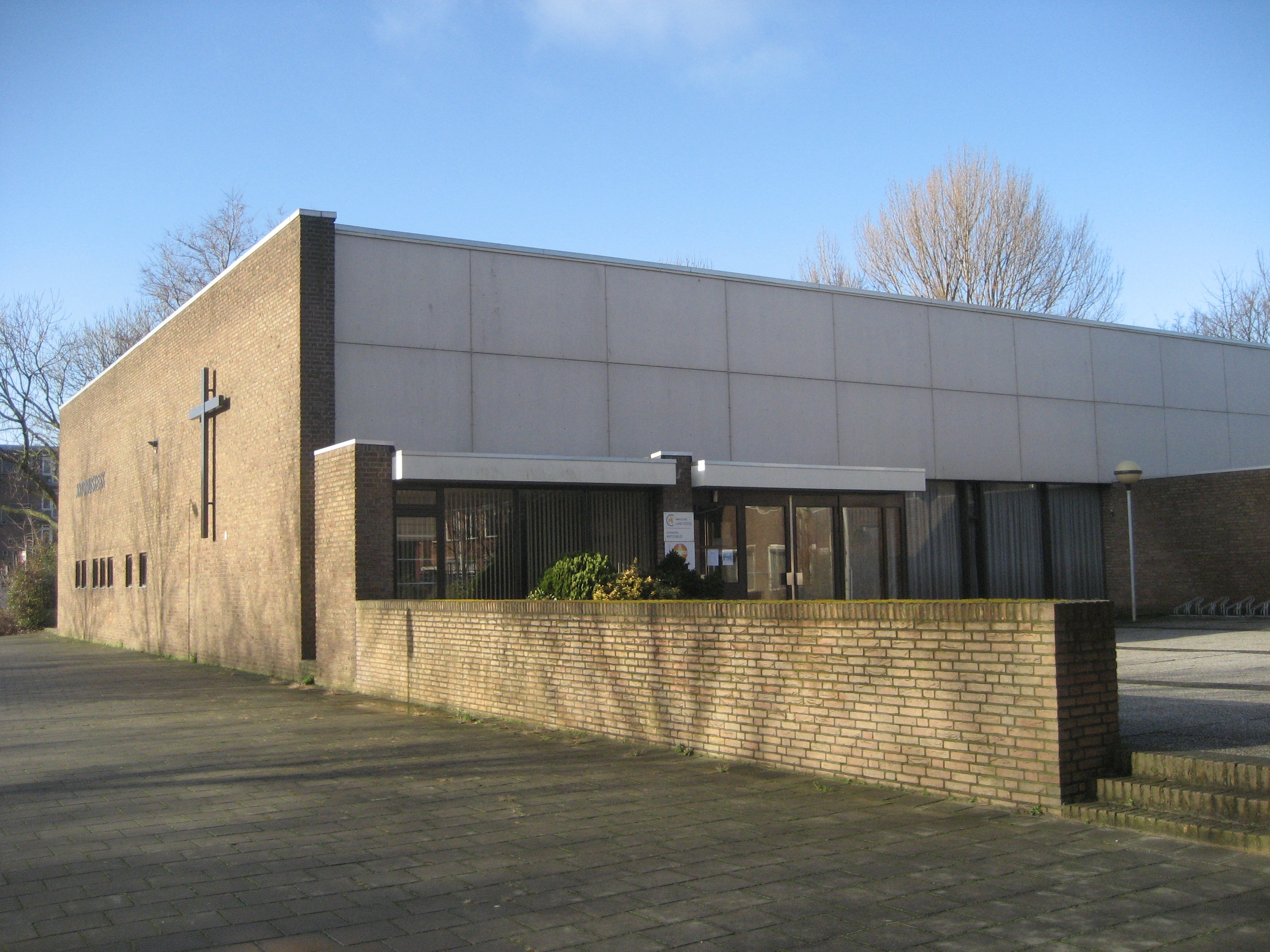
Antonius van Paduakerk
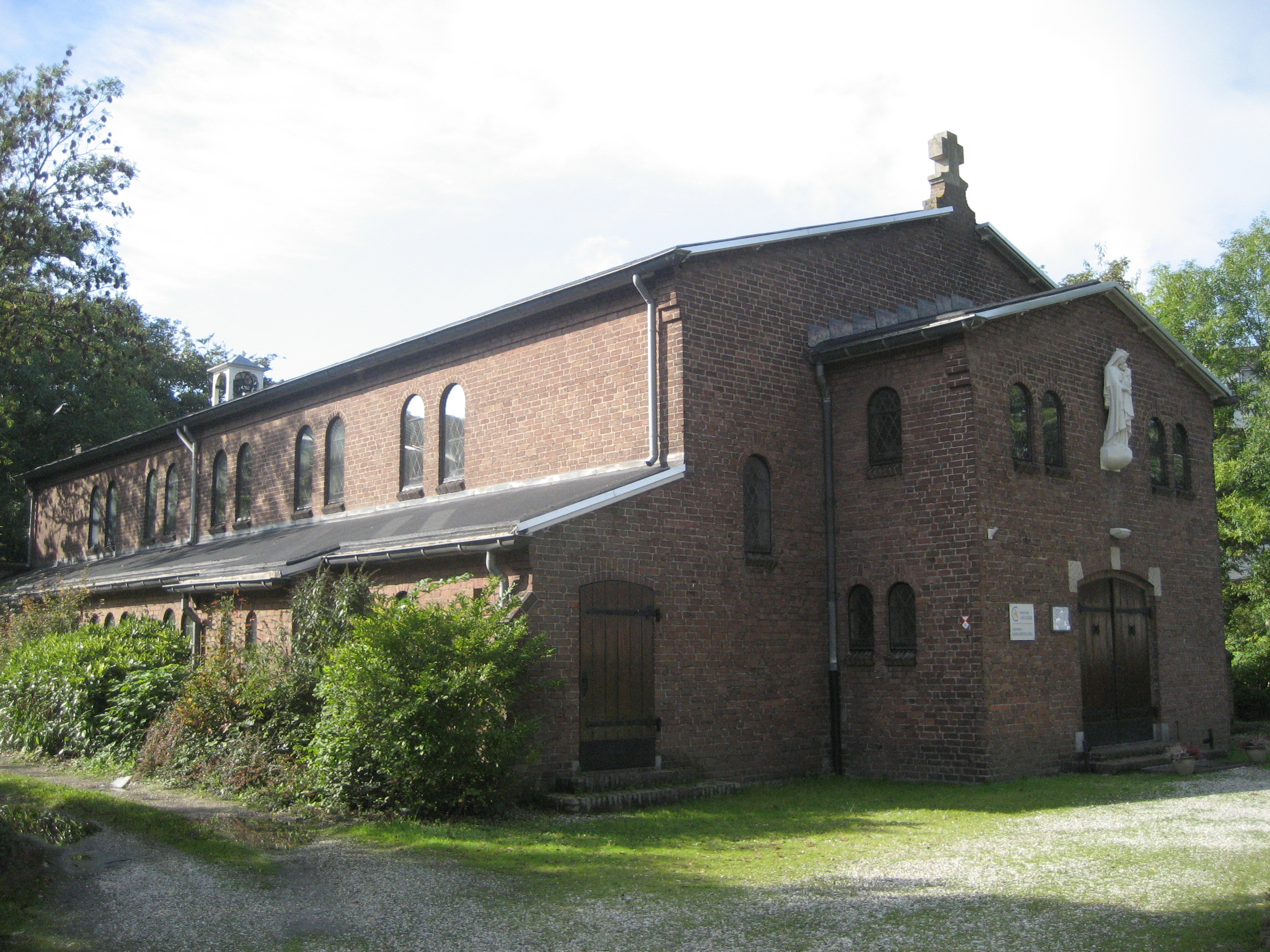
Heilige Maria Middelareskerk
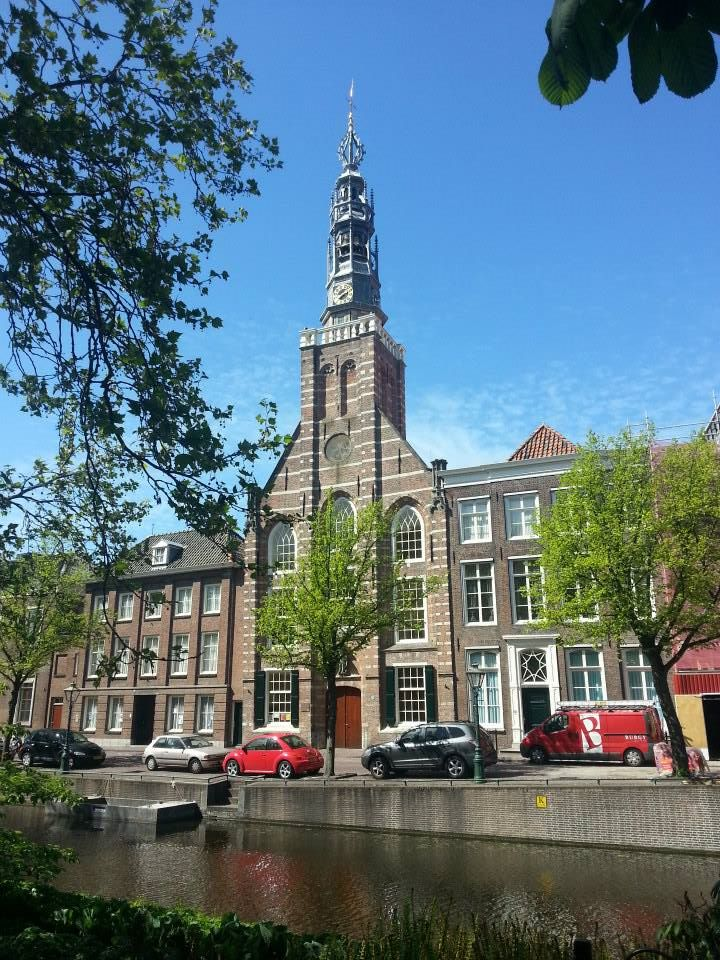
Heilige Lodewijkkerk
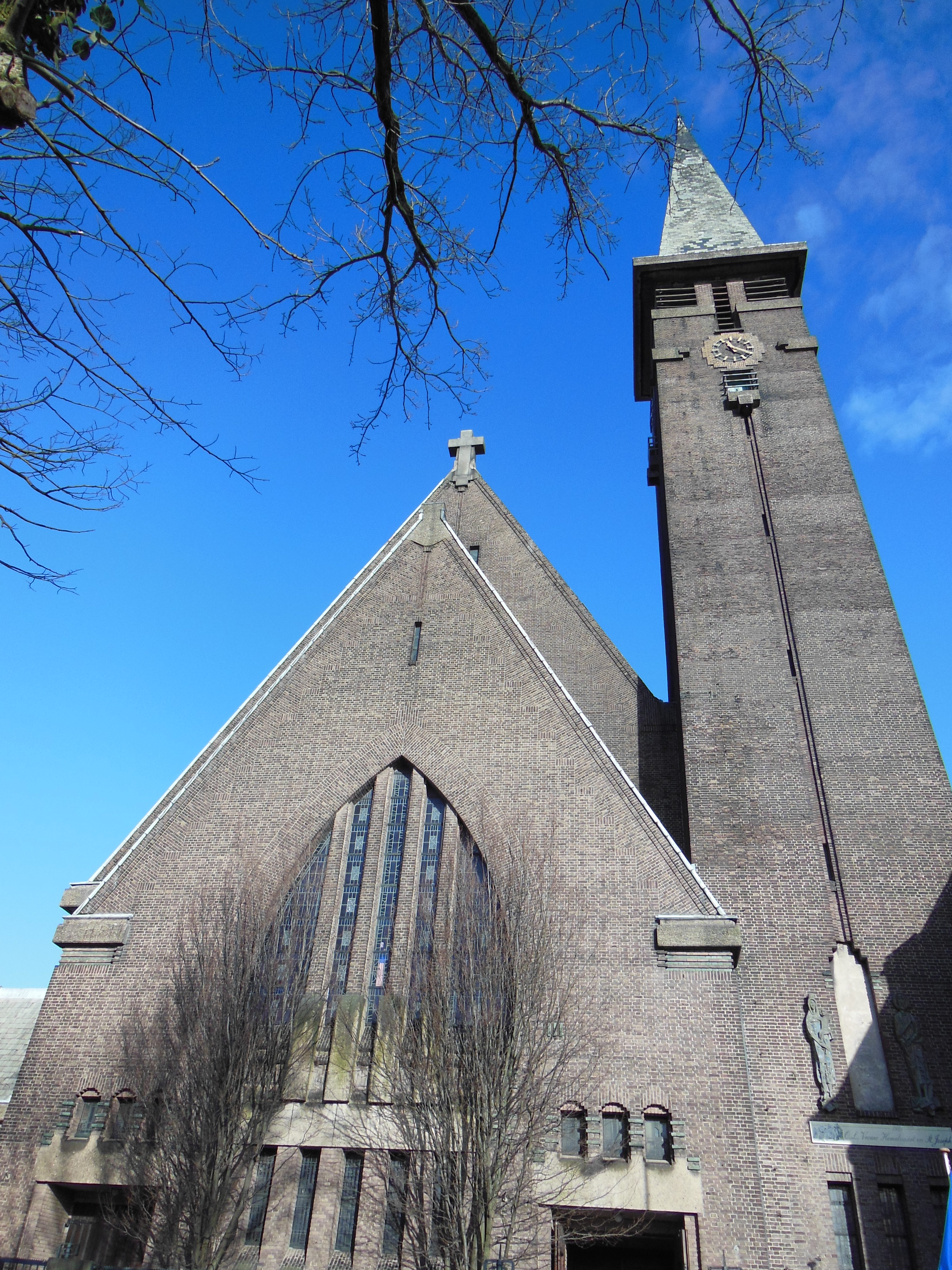
Onze-Lieve-Vrouw-Hemelvaart en Sint Josephkerk
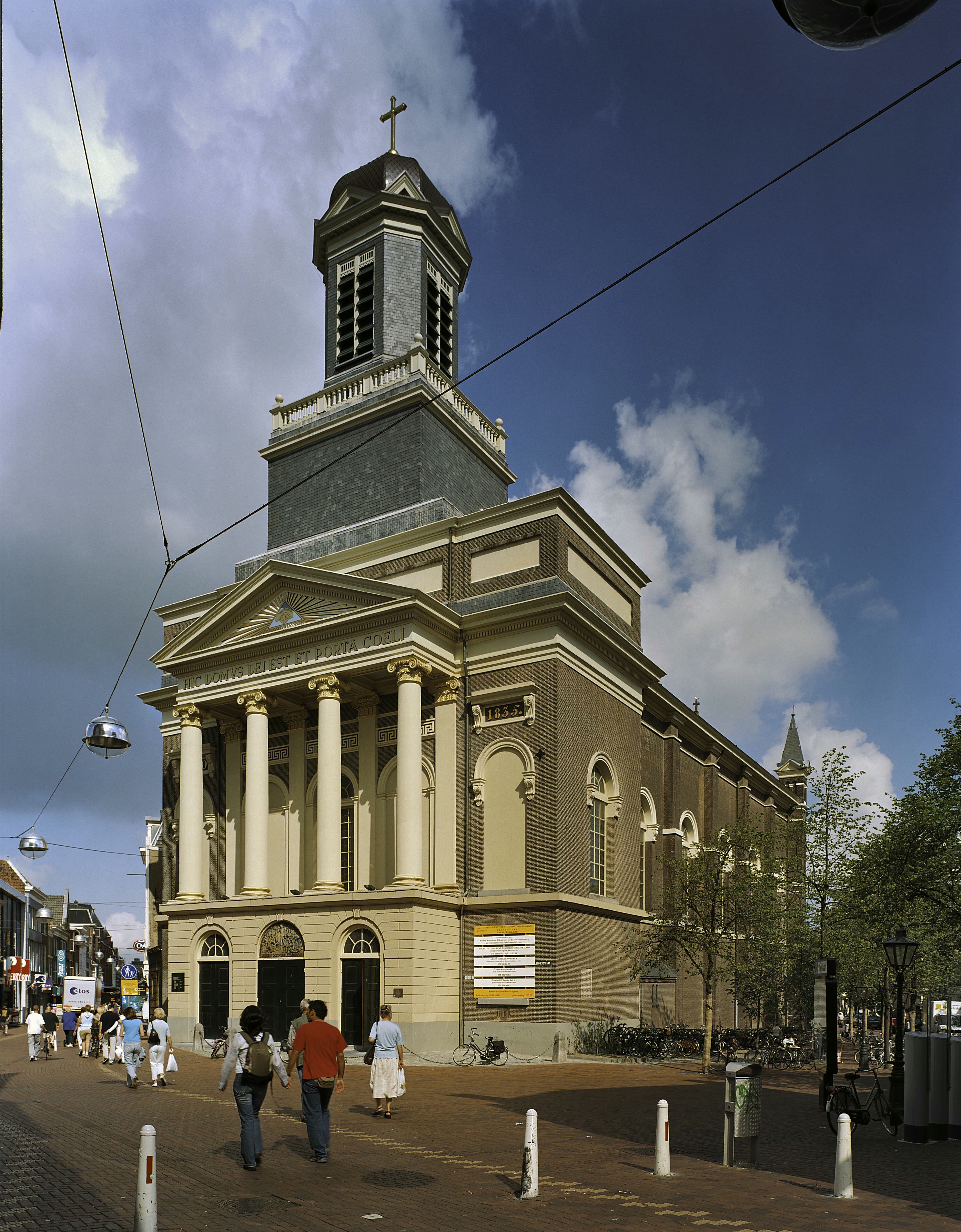
Onze Lieve Vrouw Onbevlekt Ontvangen
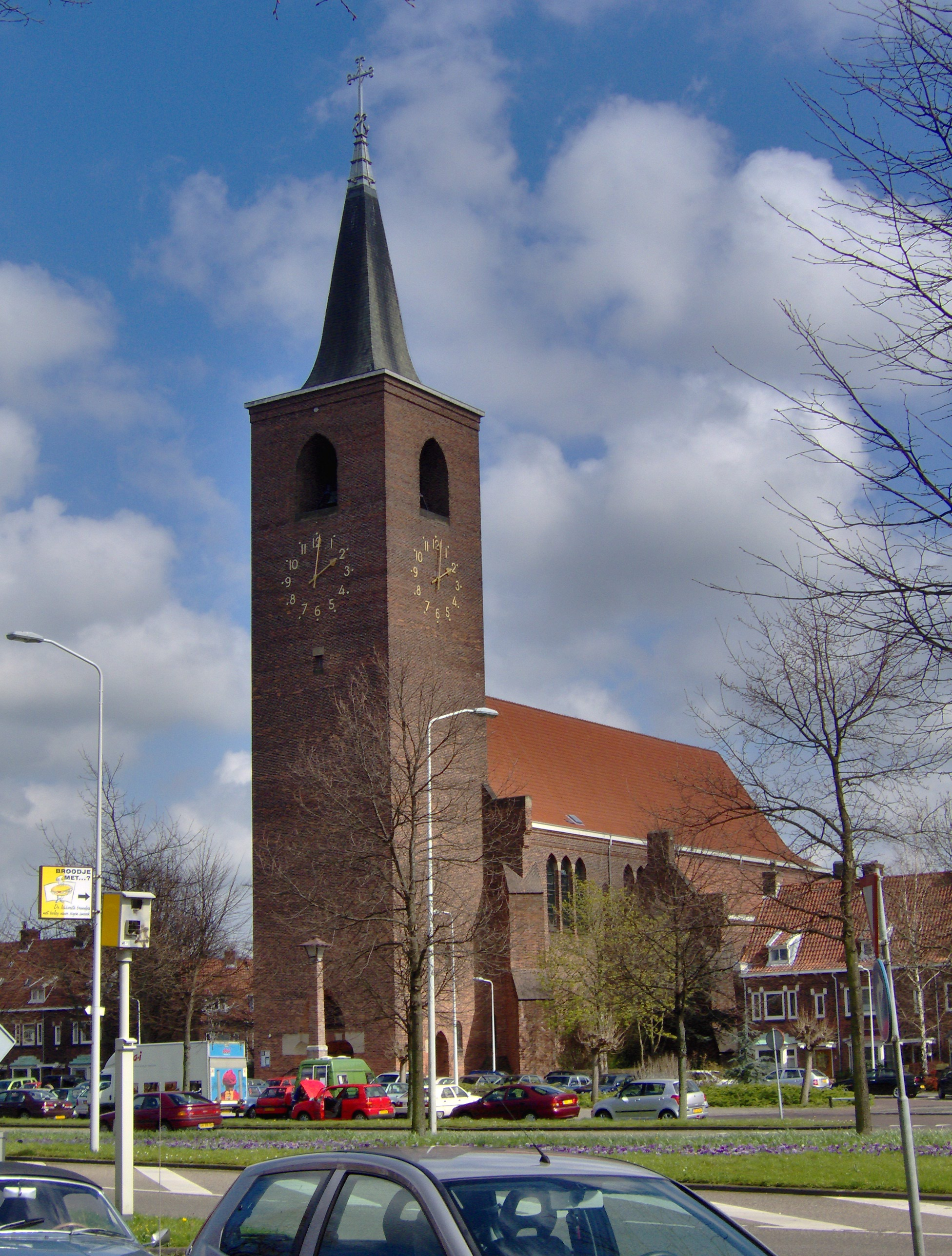
Sint Petruskerk
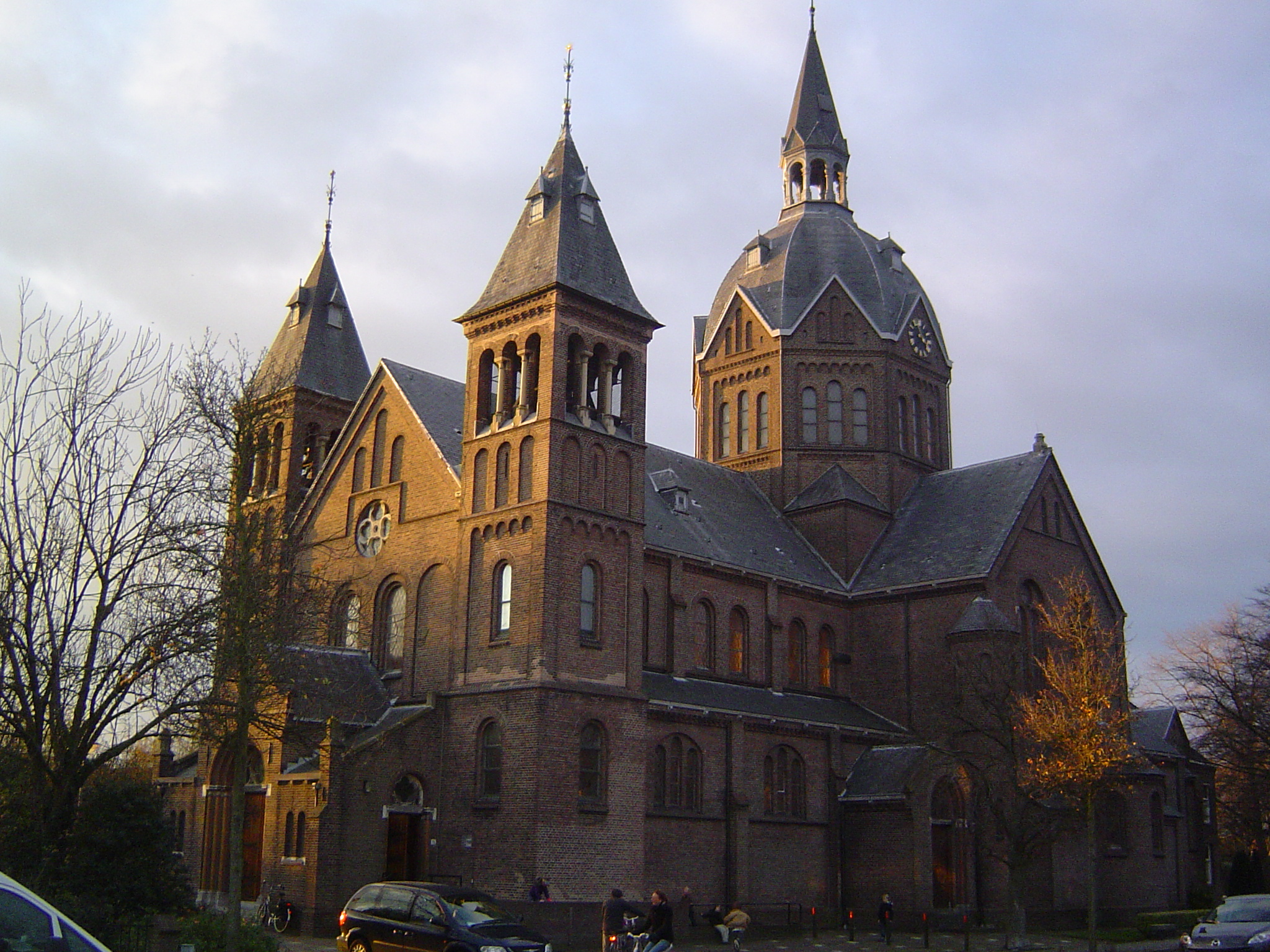
Goede Herderkerk
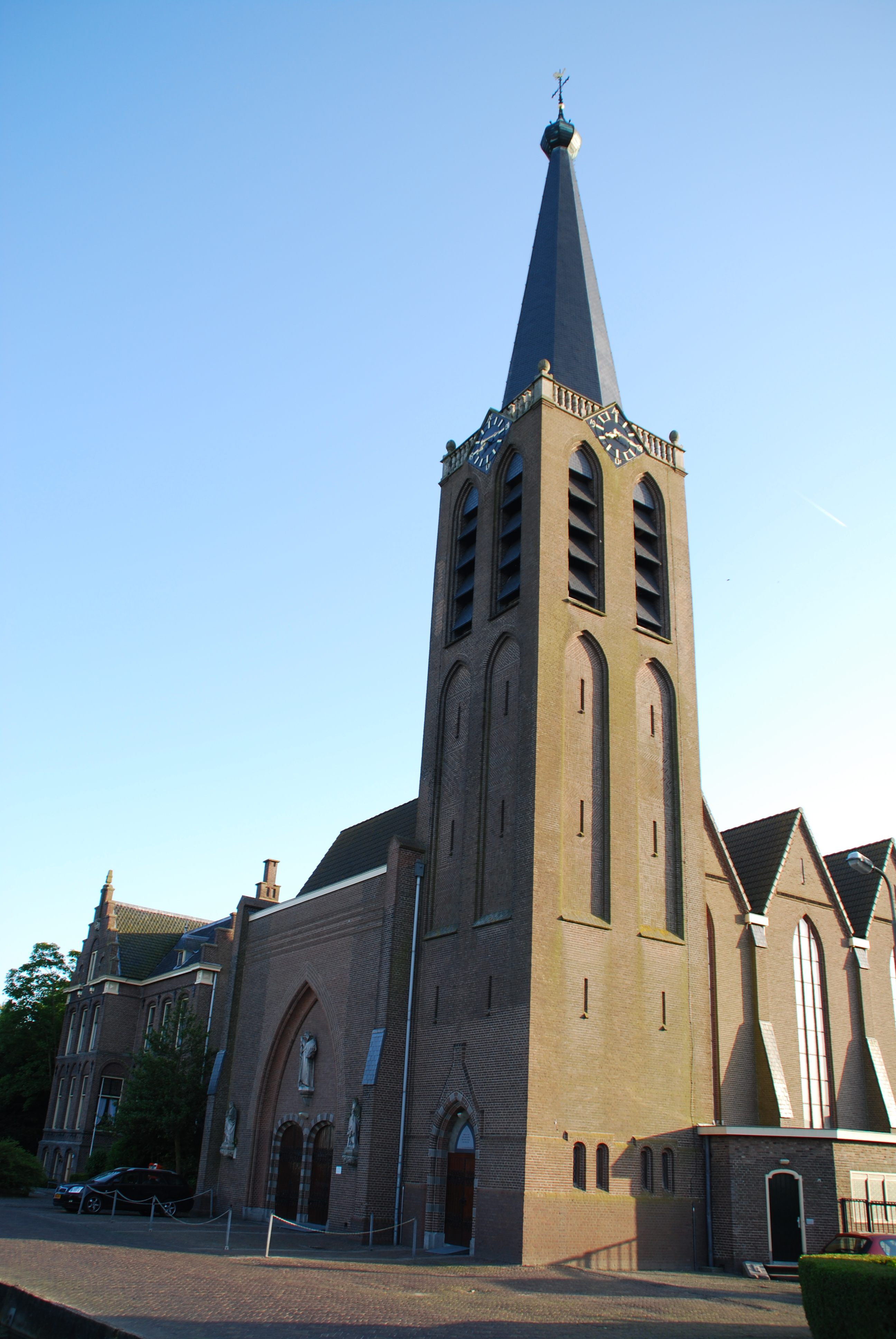
Sint-Jan Onthoofdingkerk
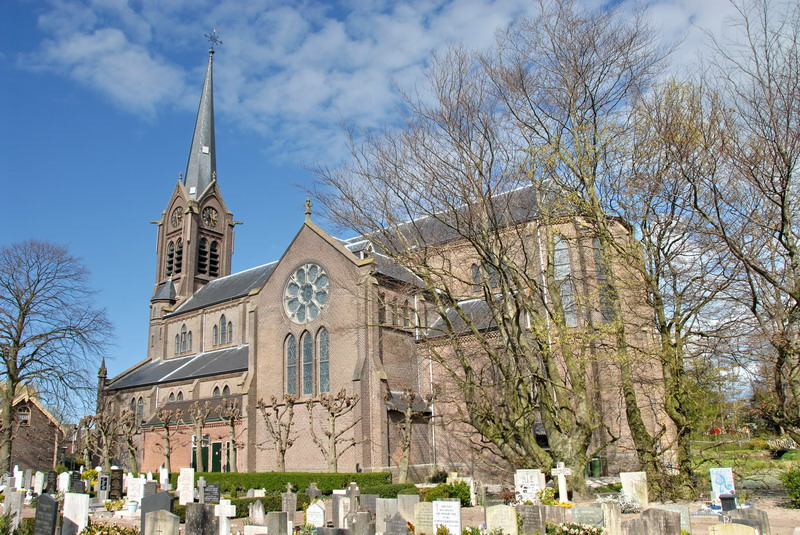
Heilige Laurentiuskerk